# Ingrid Josephs
Ingrid Josephs (* 1961 in Bochum) ist eine deutsche Psychologin.

## Leben
Sie studierte von 1981 bis 1983 Germanistik und Philosophie an der Ruhr-Universität Bochum und von 1983 bis 1988 Psychologie ebenda Abschluss Diplom. Von 1988 bis 1989 war sie wissenschaftliche Mitarbeiterin an der Universität Wuppertal im DFG-Projekt "Motivation und Volition". Von 1989 bis 1990 war sie wissenschaftliche Mitarbeiterin, Klinische Psychologie, Ruhr-Universität Bochum; Projekt "Modellversuch Weiterbildung in Klinischer Psychologie". Von 1990 bis 1993 war sie wissenschaftliche Mitarbeiterin, Entwicklungspsychologie, Ruhr-Universität Bochum. 1992 hatte sie ein DAAD-Forschungsstipendium am Institute of Human Development der University of California, Berkeley. Nach der Promotion 1993 an der Ruhr-Universität Bochum, ausgezeichnet mit dem Preis für herausragende wissenschaftliche Arbeiten (Ruhr-Universität Bochum), war sie von 1993 bis 1995 wissenschaftliche Assistentin, Entwicklungspsychologie, Ruhr-Universität Bochum. Von 1995 bis 1998 war sie wissenschaftliche Assistentin, Entwicklungspsychologie und Pädagogische Psychologie an der Otto-von-Guericke-Universität Magdeburg. 1996 hatte sie ein DAAD-Kurzzeitstipendium (Lehre) an der Universität Tartu. Von 1998 bis 2000 hatte sie ein Feodor-Lynen Forschungsstipendium der Alexander von Humboldt-Stiftung an der Clark University. Von 2000 bis 2001 war sie Universitätsdozentin (UD) an der Universität Nijmegen, Abteilung Klinische Psychologie und Persönlichkeitsforschung. Nach der Habilitation 2001, Venia Legendi für Psychologie in Magdeburg, lehrt sie von 2001 bis 2004 als Professorin für Persönlichkeitspsychologie in Nijmegen. Seit November 2004 lehrt sie als Professorin an der FernUniversität in Hagen, Lehrgebiet: Psychologie des Erwachsenenalters.
Ihre Arbeitsschwerpunkte sind Selbst- und Identitätsentwicklung in räumlich-materialen, sozialen und kulturellen Kontexten, Dialogical Self Theory und emotionale Entwicklung.

## Schriften (Auswahl)
- The regulation of emotional expression in preschool children. Münster 1993, ISBN 3-89325-185-5.
- als Herausgeberin mit Urs Fuhrer: Persönliche Objekte, Identität und Entwicklung. Göttingen 1999, ISBN 3-525-45845-2.
- als Herausgeberin: Dialogicality in development. Westport 2003, ISBN 1-56750-576-7.